# Comme è ddoce ’o mare
Comme è ddoce ’o mare – singiel włoskiego piosenkarza Peppino di Capriego napisany przez Marcello Marocchiego i Giampierę Artegianiego oraz wydany w 1991 roku.
W 1991 roku utwór został wybrany wewnętrznie przez krajowego nadawcę publicznego RAI na numer reprezentujący Włochy w 36. Konkursie Piosenki Eurowizji organizowanym w Malmö. 9 maja piosenka została zaprezentowana przez Carpiego w finale widowiska i zajęła ostatecznie siódme miejsce z 89 punktami na koncie, w tym m.in. z maksymalnymi notami 12 punktów od Finlandii i Portugalii.

## Lista utworów
CD single
1. „Comme è ddoce ’o mare”
2. „’O sole”